# 屈全绳
屈全绳（1944年—），陕西西安人，中国人民解放军中将。 
1998年8月至2000年6月，任成都军区政治部主任。1999年，授予中国人民解放军中将。2000年6月任2007年6月，任成都军区副政治委员。 
2008年，当选第十一届全国政协委员，代表特别邀请人士，分入第五十六组。